# 佐賀県立唐津西高等学校
佐賀県立唐津西高等学校（さがけんりつ からつにしこうとうがっこう, Saga Prefectural Karatsu West（Nishi） High School）は、佐賀県唐津市町田字大山田1992に所在する県立高等学校。通称は「西高」、「ニシ」。

## 設置学科
- 1952年（昭和27年） - 唐津高等学校時代、西校舎に家政科を設置。
- 1991年（平成3年）-家政科を募集停止、普通科英語コース募集開始
- 2011年（平成23年）-普通科英語コース閉校式
- 2018年（平成30年）-普通科1学年160人

## 概要
設立の経緯
・1901年（明治34）年、「愛国婦人会」創設者の奥村五百子が広岡浅子と大隈重信の紹介で知り合い初対面ですぐに意気投合し、「万事相談相手として互いの長所を認め合う仲」となった（大久保高明『奥村五百子詳伝』　愛国婦人会　一九〇八（明治四一）年）。1906年（明治39年）、五百子が唐津で病気療養中だった時に、広岡浅子がお見舞いに来唐した。せっかく唐津まで来られたならと唐津の有力者を集めて講演会が開催され、そこで浅子は女子教育の必要性を主張し、翌年の唐津女学校の設立につながった。
校章
2本松の枝葉（双松）を背景に、「西」（West）の頭文字の「W」と「高」の文字（旧字体）を置いている。
校歌
　1957（昭和32年）制定　作詞・三根寿太、作曲・坂本不二夫
同窓会
「まつら同窓会」と称する。毎年6月に唐津市内のホテルで総会・懇親会を開催している。（R2,R3はコロナ拡大防止のため中止）
　関東・関西・福岡に同窓会支部がある。

## 沿革

### 女子校時代
- 1907年（明治40年）
  - 3月 - 「唐津町立唐津女学校」が設立。
  - 4月15日 - 開校。
- 1908年（明治41年）- 高等女学校への改組により、「唐津町立唐津高等女学校」と改称し、坊主町へ移転[2]。
- 1920年（大正9年）- 県立移管により、「佐賀県立唐津高等女学校」となる。
- 1938年（昭和13年）- 専修科を設置。
- 1939年（昭和14年）- 専修科を補習科に昇格。
- 1943年（昭和18年）- 補習科を専攻科に改称。
- 1948年（昭和23年）4月1日 - 学制改革に伴い、「佐賀県立唐津第二高等学校」（女子校）として発足

### 唐津高等学校時代
- - 1949年（昭和24年） - 佐賀県立唐津第一高等学校（男子高）・佐賀県立唐津第二高等学校（女子校）が統合し、佐賀県立唐津高等学校（男女共学）となる。旧制中学の流れを汲む旧一高校舎は東校舎、女学校の流れを汲む旧二高校舎は西校舎と呼ばれる。全日制課程普通科、通信制課程、定時制課程を設置。
  - 1950年（昭和25年） - 校歌「天日かがやき」制定。校章、バッヂ制定。
  - 1951年（昭和26年） - 厳木分校設置。定時制普通科・商業科・家庭科。
  - 1952年（昭和27年） - 西校舎に家政科を設置。定時制課程を募集停止。通信制課程を佐賀高校に移転。1年生の定員は全日制普通科520名、家政科80名、厳木分校定時制100名。

### 唐津西高校時代
- 1956年（昭和31年）4月1日
  - 唐津高等学校が分割され、佐賀県立唐津東高等学校と「佐賀県立唐津西高等学校」（現校名）が開校。
  - 旧・唐津高等学校厳木分校が移管される。
- 1957年（昭和32年）9月-校歌「天日かがやき」は唐津東高等学校の校歌となったため、新しい校歌「梅豆羅の里の…」が制定。作詞・三根寿太、作曲・坂本不二夫。
- 1961年（昭和36年）4月1日 - 厳木分校が分離の上、佐賀県立厳木高等学校として独立。
- 1979年（昭和54年）- 坊主町から町田の現校舎へ移転。（坊主町の旧校舎跡地は、現在早稲田佐賀中学・高等学校の八太郎館（学生寮）が立地している）
- 1986年（昭和61年）- 夏の甲子園（第68回全国高等学校野球選手権大会）に初出場。
- 1991年（平成3年）- 家政科募集停止。普通科英語コースを新設。
- 2007年（平成19年）-創立100周年式典。
- 2011年（平成23年）3月31日 - 英語コースを閉科[3]。

## 学校行事
- 例年9月に体育祭と文化祭を併せて「双松祭」（そうしょうさい）が開催される。2020年（令和2年）より双松祭の区割り編成。３区（１区市内（赤）、２区（緑）上場地区、３区（黄）東南部地区）が２区編成となる。
- ハナコフェア-1931年（昭和6年）、唐津高等女学校の生徒だった中尾ハナさんが、増水した松浦川で溺れていた鬼塚小学校の生徒2名を発見し、自ら飛び込んで2人を救助したが力尽きて17歳の生涯を閉じた。この中尾ハナさんの愛と勇気を引き継ぐために、愛、勇気、命を考えるための講演会が毎年開催されている。敷地内にはハナコ像が設置してある。

## 部活動
運動部
- バレーボール部
- バスケットボール部
- 卓球部
- 剣道部
- 弓道部
- 野球部
  - 1986年夏（第68回）に初出場。1回戦で近藤真一、長谷部裕らを擁する享栄高等学校に0-8で敗れた。
- サッカー部
- ソフトテニス部
- ヨット部
  - 九州高校総体優勝、全国高校総体優勝、国民体育大会優勝等、優勝多数
- ボート部
  - 九州高校総体優勝、全国大会上位進出等
- バドミントン部

文化部
- 理科部
- 吹奏楽部
- ボランティア部
- 美術部
- 家庭研究部
- 書道部
- 茶道部
- 華道部
- 写真部

## 交通
- 最寄りバス停 - 昭和バス「まいづる999前」
- 最寄り駅 - JR「唐津駅」

## 著名な出身者
- 中島潔（西高6）- 画家
- 坂井俊之（西高24）- 元唐津市長
- 西尾芳彦（西高24）- 音楽プロデューサー
- 千々岩利幸（西高47）- 元プロバスケットボール選手（bjリーグ・ライジング福岡所属）
- 門川裕次朗（西高47）- テレビ制作ディレクター（テレビ朝日）
- 峰竜太（西高48）- 競艇選手
- 吉田雄悟（西高46回） - 2012年ロンドンオリンピックセーリング男子470級日本代表
- 南里研二 - 2020年東京オリンピックセーリングレーザー級日本代表
- 岡田奎樹 -（西高58回卒） 2020年東京オリンピックセーリング男子470級日本代表